# アデオナ (小惑星)
アデオナ (145 Adeona) は、小惑星帯に位置する比較的大きい小惑星。アデオナ族という小惑星族に属する。
1875年6月3日にアメリカ合衆国の天文学者、クリスチャン・H・F・ピーターズによりニューヨーク州クリントンで発見され、ローマ神話の子供の守護神アデオナにちなんで命名された。
表面は暗く、主として炭素化合物でできているらしい。
2002年7月9日と2005年2月3日に（後者は日本で）掩蔽が観測された。